# 15898 Kharasterteam
15898 Kharasterteam este un asteroid din centura principală de asteroizi.

## Descriere
15898 Kharasterteam este un asteroid din centura principală de asteroizi. A fost descoperit pe 26 august 1997 la Observatorul din Ondřejov de Petr Pravec și Lenka Šarounová. Asteroidul prezintă o orbită caracterizată de o semiaxă mare de 2,58 ua, o excentricitate de 0,07 și o înclinație de 13,6° în raport cu ecliptica.